# JR貨物UL4D形コンテナ
UL4D形コンテナ（UL4Dがたコンテナ）は、日本貨物鉄道（JR貨物）輸送用として籍を編入している、12 ft 私有コンテナ（活魚輸送用コンテナ）である。現在は使用されていない。

## 概要
本形式の数字部位 「 4 」は、コンテナの容積を元に決定される。このコンテナ容積4 m3の算出は、厳密には端数四捨五入計算の為に、内容積3.5 m3 - 4.4 m3の間に属するコンテナが対象となる。
また形式末尾のアルファベット一桁部位 「 D 」は、コンテナの使用用途（主たる目的または、構造）が 「 特殊構造 」を表す記号として付与されている。。

## 特記事項
12 ft形活魚コンテナとして初めて1988年7月に登録された。しかし、以後の登録では全て（ L ）記号は付与しない事となったために、一形式一個のみの登録で終わった。なお、他形式の様な複数の番台区分は無く、0番台のみである。

## 0番台
1
ヤンマーが所有していた。積荷は4.3 t積みで、総重量は6.8 tであった。